# La organización del trabajo

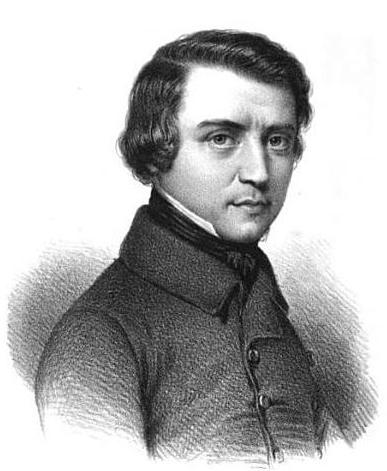
Louis Blanc en 1848.

La organización del trabajo es la única obra doctrinal del socialista francés Louis Blanc. Fue publicada en 1839 y ejerció una enorme influencia en los medios obreros franceses, convirtiéndose en uno de los libros «socialistas» más leídos. No se trata de una obra verdaderamente original pues Blanc no era un teórico —«debe lo esencial de su doctrina a los socialistas que le precedieron o a los que son sus contemporáneos», asegura Jean Bruhat— pero su éxito se debió «a la claridad de sus exposiciones» y al hecho de que es una obra que «contrasta por su sencillez con los escritos monumentales de otros socialistas: tiene las dimensiones de un artículo periodístico». De hecho la obra fue publicada primero en la Revue du Progrès y luego en forma de libro, obteniendo un éxito fulgurante —en pocos días se vendieron seis mil ejemplares y entre 1841 y 1848 se reeditó diez veces—.
En La organización del trabajo aparece una de las ideas centrales de Blanc, en lo que se diferencia de otros socialistas de su tiempo: que la transformación social será obra del Estado, por lo que, según él, «sin reforma política, no hay reforma social posible; pues aunque la segunda es el objetivo, la primera es el medio».

## Contenido
Blanc parte de la crítica de Charles Fourier a la competencia, que para el pueblo es «un sistema de exterminación» y para la burguesía «una causa continua que produce empobrecimiento y ruina», ya que constituye «la bomba aspiradora de la mediana industria, del comercio medio, de la mediana propiedad; es, en una palabra, el aniquilamiento de la burguesía a favor de unos pocos oligarcas industriales». Y en el plano internacional mutiplica las rivalidades entre los países.
Frente a la competencia Blanc propone la creación de talleres sociales (ateliers sociaux). Se trata de cooperativas de producción puestas en marcha gracias a un préstamo del Estado, que será quien nombre a sus directores durante el primer año, siendo elegidos en los años siguientes. Todos sus miembros cobrarán los mismos salarios, aunque este principio solo será aplicable tras desarrollar «una educación nueva» que cambie «las ideas y las costumbres», y mientras tanto se aplicarán ciertas diferencias salariales determinadas por las funciones que cada uno desempeñe. En cuanto a los beneficios serán divididos en tres partes: «una será repartida en partes iguales entre los miembros de la asociación»; otra servirá para sustentar a las personas que no pueden trabajar —ancianos, enfermos, incapacitados— y «para aliviar las crisis que podrían pesar sobre otras industrias»; y la última «estaría dedicada a proporcionar herramientas a los que quisieran entrar en la sociedad, de tal manera que ésta pudiera crecer indefinidamente». Por su parte los capitalistas «cobrarán el interés del capital aportado, pero sólo participarán en los beneficios en calidad de trabajadores».
Según Blanc, esta nueva forma de «organización del trabajo» de los talleres sociales acabará imponiéndose a las empresas privadas. Será «la santa competencia», que será llevada sin brutalidad, sin sacudidas.., de manera que se llegue al objetivo: la absorción sucesiva y pacífica de los talleres individuales. Así, en lugar de ser como ahora, que el gran capitalista es el dueño y el tirano del mercado, el gobierno será el regulador… En nuestro sistema el Estado se hará dueño de la industria poco a poco y en lugar de monopolios tendremos… la derrota de la competencia: la asociación». Este sistema, se extendería también al campo mediante la creación de propiedades comunales que serían explotadas «siguiendo leyes parecidas a las que regirían la industria».
Por otro lado, los talleres sociales serían también cooperativas de consumo, poniéndose fin así al comercio usurero y parasitario, «esta gran plaga de la sociedad», como ya había denunciado Fourier. La banca también perdería su poder porque el taller social se financiará a sí mismo con sus propios beneficios.
Por último, Blanc, influido por el cartismo británico, señala que todos estos cambios económicos y sociales no serán posibles si no van acompañados de la democratización del Estado para convertirlo en «el banquero del pobre». «El socialismo sólo puede ser fecundado con el aliento de la política», escribe. Y este cambio político se podrá realizar pacíficamente «porque no hay nadie que no tenga interés (cualquiera que sea su posición, su rango o su fortuna) en la inauguración de un orden social nuevo».

El deber de todo hombre sinceramente ligado a su país consiste en acercar todas las clases de la sociedad, en hacerlas comprender que sus intereses son solidarios, en unirlas en un noble sufrimiento de concordia y de fraternidad.

Blanc finalmente proporcionó una de las mejores definiciones de lo que Friedrich Engels llamó años más tarde «socialismo utópico».

¿Estáis seguros de que la humanidad no obtendrá ningún provecho de lo que vosotros llamáis sueños? ¿No será el sueño de hoy la verdad dentro de diez años? O, quizás, para que se realice la verdad dentro de diez años, ¿no será necesario que se aventure hoy el sueño? Una doctrina cualquiera, política, religiosa o social, no re realiza jamás sin encontrar más contradictores que adeptos, y sólo enrola algún soldado tras haber dado muchos mártires. Todas las ideas hay guiado las acciones humanas, ¿acaso no fueron consideradas locas antes de que se las tuviera por sabias?

## Valoración
La obra de Blanc se sitúa en las antípodas de la propuesta de Proudhon, como este último se apresuró a destacar en Confesiones de un revolucionario, obra publicada en 1849, un año después del fracaso de la experiencia de los talleres nacionales inspirados en los talleres sociales: «Monsieur Louis Blanc representa el socialismo gubernamental, la revolución por medio del poder, como yo represento el socialismo democrático, la revolución por medio del pueblo».
Según el historiador italiano Gian Mario Bravo, la obra de Blanc constituye uno de los precedentes de la socialdemocracia:

Su concepción del socialismo fue acogida en sus líneas esenciales tanto por el ala "derecha" del marxismo —que a partir del revisionismo besnsteniano se identificó con los partidos socialdemócratas europeos—, como en Gran Bretaña por el laborismo y las diferentes corrientes reformistas que en él confluyeron.